# Грег Кіннір
Грег Кі́ннір (англ. Greg Kinnear; 17 червня 1963) — американський актор.

## Біографія
Грег Кіннір народився 17 червня 1963 року в Логанспорті, штат Індіана. Батько Едвард Кіннір — дипломат Державного департамента США, мати Сюзанн Кіннір — домогосподарка, брати Джеймс і Стів. Ще будучи дитиною, Кіннір разом із сім'єю жили у Бейруті та Афінах. Повернувшись у США, навчався в Університеті Аризони, який закінчив у 1985 році зі ступенем з радіожурналістики.

## Кар'єра
Почав працювати на телебаченні у дитячих програмах. Надалі він став співавтором, продюсером і ведучим шоу «Best of the Worst», яке виходило в 1990—1991 роках. У 1991 Кінніра запросили вести ток-шоу «Talk Soup». Ця щоденна програма з оглядом найцікавіших, дивних та скандальних моментів з різних ток-шоу і саркастичними коментарями Грега стала найпопулярнішим шоу на каналі «E! Entertainment». У 1995 році він перейшов на канал NBC і став ведучим вечірнього ток-шоу «Later with Greg Kinnear».
З кінця 80-х Грег Кіннір знімався в невеликих ролях у серіалах. У 1995 році він отримав свою першу роль у великому голлівудському проєкті — фільмі Сідні Поллака «Сабріна». У 1997 році зіграв роль художника-гея в комедії Джеймса Брукса «Краще не буває». За цю роль він отримав номінацію на «Оскар», як найкращий актор другого плану. У 2011 році Кіннір зіграв президента США Джона Кеннеді в мінісеріалі «Клан Кеннеді».

## Особисте життя
У 1999 році Кіннір одружився з британською фотомоделлю Гелен Лабдон. У них є троє дітей: Лілі Кетрін (2003), Одрі Мей (2006) і Кеті Грейс (2009).

## Фільмографія
| Рік       |    | Українська назва                   | Оригінальна назва                 | Роль                    |
| --------- | -- | ---------------------------------- | --------------------------------- | ----------------------- |
| 1989      | с  | Життя триває                       | Life Goes On                      | Корі                    |
| 1990      | с  | Манкузо, ФБР                       | Mancuso, FBI                      | фотограф                |
| 1991      | тф | Історія Діллінджера                | Dillinger                         | конгресмен              |
| 1991      | с  | Закон Лос-Анжелеса                 | L.A. Law                          | репортер                |
| 1995      | ф  | Сабріна                            | Sabrina                           | Девід Ларрабі           |
| 1996      | мф | Бівис і Батхед роблять Америку     | Beavis and Butt-Head Do America   | агент Борк              |
| 1997      | ф  | Посмішка, як у тебе                | A Smile Like Yours                | Денні Робертсон         |
| 1997      | ф  | Краще не буває                     | As Good as It Gets                | Саймон Бішоп            |
| 1998      | с  | Шоу Ларрі Сандерса                 | The Larry Sanders Show            | Грег Кіннір             |
| 1998      | ф  | Вам лист                           | You’ve Got Mail                   | Френк Наваскі           |
| 1999      | ф  | Таємничі люди                      | Mystery Men                       | Captain Amazing / Lance |
| 2000      | ф  | З якої ти планети?                 | What Planet Are You From?         | Перрі Гордон            |
| 2000      | ф  | Сестричка Бетті                    | Nurse Betty                       | доктор Девід Рейвелл    |
| 2000      | ф  | Невдаха                            | Loser                             | Едвард Олкотт, викладач |
| 2000      | ф  | Дар                                | The Gift                          | Вейн Коллінс            |
| 2001      | ф  | Флірт зі звіром                    | Someone Like You...               | Рей Браун               |
| 2002      | ф  | Ми були солдатами                  | We Were Soldiers                  | майор Брюс Крендалл     |
| 2003      | с  | Друзі                              | Friends                           | доктор Бенджамін Гобарт |
| 2003      | ф  | Застряг у тобі                     | Stuck on You                      | Волт Тенор              |
| 2005      | ф  | Матадор                            | The Matador                       | Денні Райт              |
| 2005      | мф | Роботи                             | Robots                            | Ратчет                  |
| 2005      | ф  | Нестерпні ведмеді                  | Bad News Bears                    | Рой Буллок              |
| 2006      | ф  | Маленька міс Щастя                 | Little Miss Sunshine              | Річард Гувер            |
| 2006      | ф  | Нація фастфуду                     | Fast Food Nation                  | Дон Андерсон            |
| 2007      | ф  | Свято кохання                      | Feast of Love                     | Бредлі Сміт             |
| 2008      | ф  | Проблиск геніальності              | Flash of Genius                   | Боб Кірнс               |
| 2008      | ф  | Ой, матінко                        | Baby Mama                         | Роб Акерман             |
| 2008      | ф  | Місто привидів                     | Ghost Town                        | Френк Герлі             |
| 2010      | ф  | Зелена зона                        | Green Zone                        | Мартін Браун            |
| 2011      | ф  | Я не знаю, як вона це робить       | I Don't Know How She Does It      | Річард Рідді            |
| 2012      | с  | Американська сімейка               | Modern Family                     | Тед                     |
| 2013      | ф  | Фільм 43                           | Movie 43                          | Гріффін Шрайдер         |
| 2013      | ф  | Телеведучий: Легенда продовжується | Anchorman 2: The Legend Continues | Гері                    |
| 2014      | с  | Рейк                               | Rake                              | Кіган Дін               |
| 2015      | с  | П'яна історія                      | Drunk History                     | Таддеус Лоу             |
| 2019      | ф  | Френкі                             | Frankie                           | Гері                    |
| 2020—2021 | с  | Протистояння                       | The Stand                         | Глен Бейтман            |
| 2022      | с  | Сяюча долина                       | Shining Vale                      | Террі Фелпс             |
| 2022      | с  | Чорний птах                        | Black Bird                        | Брайан Міллер           |